# ومضات من تاريخنا (مسلسل)
ومضات من تاريخنا، مسلسل تلفزيوني درامي سوري يعتمد التوثيق التاريخي، أنتج وعرض عام 2003، من إخراج المخرج السوري سالم الكردي، ومن تأليف الدكتور محمد حسن الحمصي وسيناريو محمد عبداللطيف نداف وانتاج مؤسسة الايمان للإنتاج الفني. يشترك في التمثيل: سليم كلاس - عبد الرحمن أبوالقاسم - فيلدا سمور - وحسن دكاك - عصام عبه جي - ريم عبد العزيز - عبد الحكيم قطيفان - وتوفيق اسكندروآخرون، والمسلسل الذي يقع في 27 حلقة يتناول 11 قصة تاريخية ترصد الفترة من بداية الرسالة النبوية إلى العهد الدولة العباسية، حيث يتم طرح سؤال في كل حلقة ليكون مدخلا للحديث عن موضوعات كالحق والمجد والوفاء والخير والتضحية والتفاني وغيرها.كما يشارك في المسلسل، الذي صوّر في اماكن تاريخية كقلعة دمشق وقلعة الحصن وغيرهما، تركي اليوسف من السعودية ومحمود سعيد من لبنان بأداء ادوار تاريخية فيه.
يروي المسلسل عدداً من القصص التاريخية الحقيقية، تجسّد كلٌّ منها بطولة ذات مغزى عظيم. وإذا ما كانت قصص المسلسل كلها قصصاً تاريخياً، رواها المؤرخون وأصحاب السير، فإن صياغتها الدرامية، أضفت عليها من الحيوية، ما جعلها تبدو ماثلة أمام المشاهد وكأنها حقيقة، عادت أحداثها من جديد، لتدور أمام عينيه.. خصوصاً وقد تم حشد عدد من الممثلين البارعين، الذين يعملون على بعث الحيوية والواقعية في القصة، حتى تبدو على شكل رائع، يجتذب المشاهد ـ من حيث أراد أم لم يرد ـ ليخرج، بعد ذلك كله، بنظرة إلى تاريخه، تعيد إليه الاعتزاز والفخر، وتحثه على أن يصمم على الاقتداء بأولئك الأبطال الذين سبق للناس أن سمعوا بهم، ولكنهم ضربوا أروع الأمثلة على الأخلاق العربية الإسلامية..

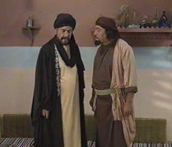
وفاء

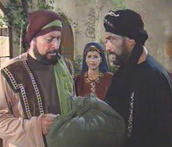
وفاء العباس بن المسيب

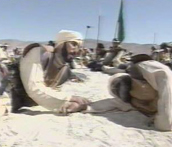
الزنزانة المتجولة

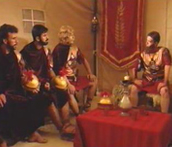
قبلة على الجبين

## المــمـثـلــون

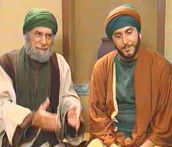
كلمة حق

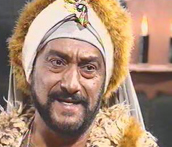
الأسود العنسي الكذاب

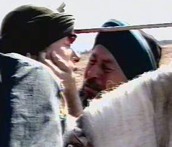
غلام أبي قدامة

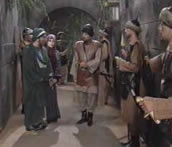
روح العدل

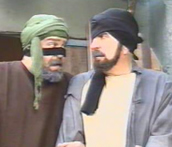
العيد

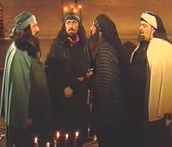
عقد اللؤلؤ

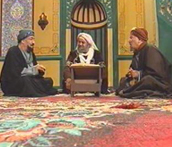
رجل ونصف رجل

- محمود سعيد.
- سليم كلاس.
- عبد الرحمن أبوالقاسم.
- اسكندر عزيز.
- فيلدا سمور.
- عبد الحكيم قطيفان.
- عصام عبه جي.
- بشار إسماعيل.
- أحمد مللي.
- ريم عبد العزيز.
- فائق عرقسوسي.
- عابد فهد.
- محمد خاوندي.
- تركي اليوسف.
- عباس الحاوي.
- حسن دكاك.
- توفيق اسكندر.
- الليث المفتي.
- يمنى الحلبي.
- مازن لطفي.
- يزن نداف.

## قــصـــص المسـلســل
- وفـاء : تتكون من حلقتان، وتحكي قصة «إبراهيم بن المهدي» عمِّ الخليفة المأمون، بعد أن فشلت محاولته للاستيلاء على السلطة، وما تعرض له من أحداث مع أولئك الذين كان لهم يدٌ طولى عليهم.. فغدر به بعضهم، ووفّى له بعضهم الآخر بأكثر مما ينبغي عليهم... ترى، ماذا كان موقف الخليفة المأمون من هؤلاء وأولئك؟
- وفاء العباس بن المسيب : تحتوي على حلقة وحيدة، وتحكي قصة «العباس بن المسيب» صاحب شرطة المأمون.. كيف تحنَّط، والتفّ بالكفن، ووضع نفسه بديلاً عن أبي مروان الحارثي ترى، لماذا؟ وكيف؟ وما موقف المأمون؟!
- الزنزانة المتجولة : تحتوي على ثلاث حلقات، وتحكي قصة «كعب بن مالك» أحد الثلاثة الذين تخلفوا عن غزوة تبوك، والآلام النفسية التي عانى منها، نتيجة العقوبة التي فرضها عليه رسول الله. كيف كان يعاني؟؟! وكيف حاول قيصر الروم أن يصطاده في وقت شدة الألم النفسي؟ وكيف تجاوب مع الأمر النبوي بأن يعتزل زوجته؟!
- قبلة على الجبين : تتكون من ثلاث حلقات، وتحكي قصة "عبد الله بن حذافة السهمي" البطل الأسير عند الرومان.. كيف استطاع أن يصمد في وجه المغريات الكبيرة جداً؟! لماذا استحق أن يقوم عمر بن الخطاب ليقبل رأسه، ويقول للجميع: "حقٌّ على كل مسلم أن يقبل رأس عبد الله بن حذافة السهمي؟!
- كلمة حق : تحتوي على حلقتين، قصة غريبة فريدة، عن شخصٍ لم يأل جهداً في إنكار المنكر. كيف استطاع أن يحرز تفويضاً من الخليفة المعتضد بالله، جعل كبار القواد ترتعد فرائصهم منه.
- الأسود العنسي الكذاب : تحتوي على حلقتان، وهي قصة الأسود العنسي، الذي ادعى النبوة.. كيف قام فيروز الديلمي بتهيئة الأمور لقتل الأسود الكذاب؟! لماذا استحق فيروز أن يقول عنه رسول الله?: (رجلٌ مبارك من أهل بيت مباركين) هل أعفته أمجاده المؤثلة من أن يقف بين يدي عمر بن الخطاب، راضخاً للحق، طائعاً مختاراً، جاثياً على ركبتيه؟؟‍‍...
- غلام أبي قدامة : تحتوي على ثلاث حلقات، وهي قصة غلام، فاجأ جيش أبي قدامة، وأذهل الجميع، بروائع لا تخطر على بال أحد... ثم يستشهد.. ويكون مصيره أن تأكله السباع والطيور.. ثم تسجد أمه شكراً لله على أن الأرض لم تقبله في جوفها، بل جعلته طعاماً للسباع والطيور.. لماذا؟ وكيف؟ ومتى؟ أين؟
- روح العدل : تتكون من ستة حلقات وهي قصة الصحابي «سعيد بن عامر الحذيمي» والي عمر بن الخطاب على مدينة حمص في بلاد الشام.. كيف استطاع أن يسير على دروب العدل العمري القاسي، في تحميل نفسه فوق طاقتها، لينجوا غداً بين يدي ربه؟؟‍‍..
- العيد : تحتوي على حلقة وحيدة، القصة التي رواها المسعودي في كتابه «مروج الذهب» عن الإمام أبي عبد الله الواقدي، الذي ضرب ـ مع إخوانه ـ مثلاً أعلى يحتذى، في إيثار غيره على نفسه، في وقت الشدة والحاجة الملحة..
- عقد اللؤلؤ : تتكون من ثلاث حلقات، وهي من أروع القصص التي ذكرها ابن حجة الحموي في كتابه: «ثمرات الأوراق».. فكانت حقيقة دامغة، تذكر الجميع، بالعقاب الذي أنزّله الله بمن خان الأمانة..وهي تحكي عن رجل يدعى أبا القاسم البغدادي تعرض هو وصديقه سليمان للهجوم من قبل عصابة قطاع الطرق مكونة من ثلاثة هم: يعقوب (حسن دكاك)- داود (إسماعيل بشار)- سمحة (محمد خاوندي)، أثناء سفرهما لبغداد لالتحاق بقافلة الحج، فسلبونهم كل ما يملكون وقتلوا صديقه سليمان، ما عدا عقد اللؤلؤ الذي خبأه في ثيابه، وعندم وصوله إلى بغداد يعطي عقد اللؤلؤ أمانة عند رجل يدعى قريظ دون أن يعلم أبا القاسم أن قريظ لايرعى عهدا ولا يتكلم كلمة صدق وغدار ماكر لا يتوالى عن عمل أي شيء يجمع فيه الأموال سواء أكانت من حلال أو حرام، وهو شريك لعصابة قطاع الطرق الذين هاجموه ومن خلال عقد اللؤلؤ ومساعدة من أمير بغداد آنذاك عضد الدولة يتمكن من القبض عليهم.
- رجل ونصف رجل : تحتوي على حلقة وحيدة، وهي قصة الداعية الشيخ عبد القادر، والمصاعب والوشايات التي جابهها... ما موقف المأمون؟ ما موقف الملازمين لمجلسه؟ ما موقف الآخرين؟

## وصلات خارجية
- http://www.alwasatnews.com/86/news/read/794419/1.html مسلسل تلفزيوني درامي سوري جديد يعتمد التوثيق التاريخي